# 自治省
自治省（日语：／ Jichi shō */?）是1960年7月1日～2001年1月5日存在的管轄地方行財政、消防、選舉制度等之日本中央省廳。首長是自治大臣。

## 來歷
- 1948年1月 - 內務省廢止。
- 1949年6月1日 - 統合地方財政委員會和總理廳官房自治課，設置地方自治廳。
- 1950年5月30日 - 再度分割地方財政委員會和地方自治廳。
- 1953年8月1日 - 統合全國選舉管理委員會、地方財政委員會、地方自治廳，設置自治廳，首長是自治廳長官（國務大臣）。
- 1960年7月1日 - 統合國家消防廳，昇格為自治省。
- 2001年1月6日 - 中央省廳再編實施，機能被總務省統合，再編為總務省3局（自治行政局、自治財政局、自治稅務局）和外局（消防廳）。

## 組織
- 大臣官房
- 行政局（1967年8月1日新設公務員部）
- 選舉局（1968年8月1日改組為行政局選舉部）
- 財政局
- 稅務局
- 消防廳（外局）
- 自治大學校

### 關連團體
公營企業金融公庫、地方公務員災害補償基金等。

## 關連項目
- 地方自治
- 地方自治體
- 自治醫科大學